# Bupleurum oblongifolium
Bupleurum oblongifolium là một loài thực vật có hoa trong họ Hoa tán. Loài này được Ball mô tả khoa học đầu tiên năm 1878.